# Alaska Kid
Uzasadnienie: Opis sugeruje, że chodzi o jeden i ten sam serial.
Alaska Kid (ros. Aляcкa кид) – niemiecko-polsko-rosyjski serial przygodowy z 1993 roku w reżyserii Jamesa Hilla na motywach powieści Jacka Londona – Bellew Zawierucha.
Serial przedstawia przygody dziennikarza Jacka Bellewa, znanego też pod pseudonimem Alaska Kid, który w czasie gorączki złota znalazł się w rejonie Klondike.

## Obsada
- Mark Pillow jako Alaska Kid
- Donovan Scott jako Shorty
- Dawn Merrick jako Joy Hanson
- Edward Żentara jako Sprague
- Aleksander Kuzniecow jako Stine
- Craig Allen jako Olaf
- Marina Liwanowa jako Fifi
- Borys Klujew jako Brody
- Ingeborga Dapkūnaitė
- Natalia Jegorowa
- Jonathan Nelms
- Eric Douglas
- John Phillip Law
- Natja Jamaan